# Simalchaur Syampati
Simalchaur Syampati (Nepali सिमलचौर श्यामपाटी) ist ein Village Development Committee (VDC) in Nepal im Distrikt Kabhrepalanchok.
Das VDC Simalchaur Syampati liegt 30 km ostsüdöstlich der nepalesischen Hauptstadt Kathmandu.

## Einwohner
Bei der Volkszählung 2011 hatte das VDC Simalchaur Syampati 3819 Einwohner (davon 1750 männlich) in 832 Haushalten.